# Seychellernas flagga
Seychellernas flagga består av fem fält i färgerna blått, gult, rött, vitt och grönt som sträcker sig strålformigt från det inre nedre hörnet. Flaggan antogs av Seychellerna 1996 på nationaldagen den 18 juni och har proportionerna 1:2.

## Symbolik
Den blå färgen står för himlen och havet som omger Seychellerna. Gult representerar solen som skänker ljus och liv. Rött står för folket och deras beslutsamhet att arbeta för framtiden i enighet och kärlek. Den vita färgen symboliserar social rättvisa och harmoni. Grönt står för landet och naturen.

## Historik
Den tidigare flaggan från 1977 infördes efter en statskupp och skapades av regeringspartiet SPUP (Seycelles People's United Party). Flaggan var i regeringspartiets färger rött och grönt med en vit vågskura, och ersatte i sin tur den flagga i rött, vitt och blått som infördes vid självständigheten från Storbritannien ett år tidigare. Flerpartisystem infördes 1993 och för att symbolisera den nya tiden innehåller flaggan numera även det demokratiska partiets färger. Proportionerna är 1:2.

Seychellernas flagga 1976-1977
Seychellernas flagga 1977-1996